# آرشاک هوهانیسیان
آرشاک هوهانیسیان (ارمنی: Արշակ Հարությունի Հովհաննիսյան) سیاستمدار اهل ارمنستان است که از تاریخ ۱۹۲۰ تا تاریخ ۱۹۲۰ سمت وزارت کشاورزی ارمنستان را برعهده داشت.

## زندگی‌نامه
در ۱۸۸۳ در به دنیا آمد و از فارغ‌التحصیل شد.  وی در ۱۹۵۴ در سن ۷۱ سالگی درگذشت.